# 張令
张令（1560年代？—1639年），永宁宣抚司人，明朝末年将领。
天启元年（1621年），奢崇明叛乱，张令被他任命为总兵，跟随叛军攻打成都。奢崇明战败退回永宁后，张令联合宋武等人趁机擒获奢崇明的丞相何若海，率部归降朝廷。奢崇明大怒，杀害张令全家，铲平了他的祖坟。巡抚朱燮元上奏说张令等人为国忘家，请求破格提拔以作劝勉，朝廷下令将张令与宋武一同授予参将之职。后来张令多次跟随大军征讨，屡立战功，加授副总兵，仍负责参将事务，之后正式担任建武游击。崇祯年间，屡次升迁至副总兵，镇守川北。
崇祯七年（1634年），陕西变民军来攻，总兵张尔奇任命张令为先锋，副将陈一龙、武声华为左右翼，在员山抵御。张令追击至龙潭，陈一龙等人未按约赶来，张令面部中了三箭，仍斩杀变民军一百多人后返回。变民军攻打略阳，张令又将其击败，扼守保宁、汉中各要害之地，陕西的变民军不敢再进攻。崇祯十年（1637年）冬天，李自成等人攻陷四川三十多个州县，总兵侯良柱阵亡，张令得以幸免。杨嗣昌督师时，张献忠等人都逃奔兴安，被张令扼制，无法进入汉中，于是转而攻打夔州。崇祯十三年（1639年）二月，张献忠在玛瑙山大败，逃至岔溪千江河，张令又与副将方国安将其大败。张令当时七十多岁，在马上能用五石重的弩箭，射中敌人必定穿透胸膛，军中称他为 “神弩将”。
张献忠转移到柯家坪，那里群峰交错，竹林幽深，道路险峻。张令率领部众追击，将部下分为五队，鼓励士兵奋勇夺胜。变民军人多，明军势寡，方国安作为后卫抵抗，变民军从其他道路逃走。张令独自深入，被变民军包围，困在陡峭的山坡上，多次向敌营射箭，被射中者纷纷倒地。水源遥远，士兵干渴，依靠天降雨水才得以缓解，但包围始终未能解除。襄阳监军佥事张克俭对总督郑崇俭说：“张令是勇将，怎能舍弃他！” 紧急命令参将张应元、汪之凤从八台山进军，总兵贺人龙从满月嶆进军。三月八日，张应元等人先赶到。张令正与变民军激战，呼喊声震动山谷。张应元等人呼应，内外夹击，变民军才溃败离去。张令与一万多变民军相持十三天，杀伤的变民军远超己方损失，而他的士兵仅五千人而已。当时巡抚邵捷春驻守重庆，派遣张令防守黄泥洼，倚重张令和秦良玉作为左右手。后来邵捷春移驻大昌，命张令防守竹箘坪，防止变民军逃跑。九月，张献忠大军赶到，张令奋力作战，中箭而死，军队随即溃败。